# احمد دلح
احمد دلح (انگلیسی: Ahmed Dalah؛ زادهٔ ۲۳ آوریل ۱۹۸۷) بازیکن فوتبال اهل عربستان سعودی است.
از باشگاه‌هایی که در آن بازی کرده‌است می‌توان به باشگاه فوتبال الاتحاد، باشگاه فوتبال الفیصلی عربستان سعودی، و باشگاه فوتبال الشعله عربستان سعودی اشاره کرد.